# 锈红菌属
锈红菌属（学名：Erythromyces）是刺革菌科下的一个属。

## 下属物种
本属包括以下物种：
- 硬锈红菌 Erythromyces crocicreas (Berk. & Broome) Hjortstam & Ryvarden